# Cvetulja
Cvetulja (izvirno srbsko Цветуља) je naselje v Srbiji, ki upravno spada pod Občino Krupanj; slednja pa je del Mačvanskega upravnega okraja.

## Demografija
V naselju, katerega izvirno (srbsko-cirilično) ime je Цветуља, živi 217 polnoletnih prebivalcev, pri čemer je njihova povprečna starost 40,6 let (39,0 pri moških in 42,4 pri ženskah). Naselje ima 83 gospodinjstev, pri čemer je povprečno število članov na gospodinjstvo 3,29.
To naselje je, glede na rezultate popisa iz leta 2002, večinoma srbsko, a v času zadnjih treh popisov je opazno zmanjšanje števila prebivalcev.
|  |

| Demografija | Demografija     | Demografija     |
| Leto        | Št. prebivalcev | Št. prebivalcev |
| ----------- | --------------- | --------------- |
|             |                 |                 |
|             |                 |                 |
|             |                 |                 |
|             |                 |                 |
| 1948        | 687             |                 |
| 1953        | 680             |                 |
| 1961        | 588             |                 |
| 1971        | 513             |                 |
| 1981        | 435             |                 |
| 1991        | 298             | 296             |
| 2002        | 274             | 273             |
|             |                 |                 |

| Etnična sestava po popisu iz leta 2002 | Etnična sestava po popisu iz leta 2002 | Etnična sestava po popisu iz leta 2002 | Etnična sestava po popisu iz leta 2002 | Etnična sestava po popisu iz leta 2002 |
| -------------------------------------- | -------------------------------------- | -------------------------------------- | -------------------------------------- | -------------------------------------- |
| Srbi                                   | Srbi                                   |                                        | 271                                    | 99,26%                                 |
| Slovenci                               | Slovenci                               |                                        | 1                                      | 0,36%                                  |
| Neznano                                | Neznano                                |                                        | 1                                      | 0,36%                                  |